# プロセルピナ

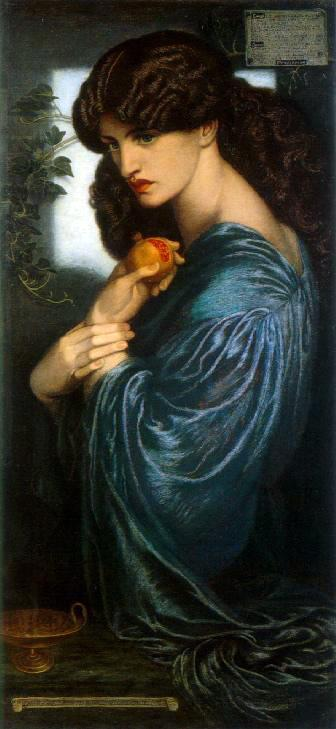
ダンテ・ゲイブリエル・ロセッティ『プロセルピナ』（テート・ギャラリー蔵）

プロセルピナまたはプローセルピナ（ラテン語：Proserpina）は、ローマ神話に登場する春の女神、あるいは冥府の女王。ギリシア神話のペルセポネーに対応する。

## 概要
ユーピテルとケレースの娘。冥府を司る神プルートーに冥府に誘拐されて妻となった。母のケレースが娘がいなくなったことに気づき娘を連れ戻そうとするが、冥府でザクロの実を食べてしまったため、冥府の食べ物を食べた者は冥府に属するという神々の取り決めにより、1年のうち半分を冥府で、残り半分を地上で過ごすこととなった。プロセルピナが地上に戻る時、春となり大地は潤うようになった。
元々ローマにいた農業の女神か、またはローマにはいない神であり、ローマがギリシアの神々を受け入れた際にできた神といわれる。ローマでは春をもたらす農耕の女神となった。またリーベラ (Libera) と同一視されることもある。